# Коређо (Ређо Емилија)
Коређо (итал. Correggio) град је у северној Италији. То је значајан град округа Ређо Емилија у оквиру италијанске покрајине Емилија-Ромања.
Коређо је и родно место познатог сликара ренесансног маниризма, Антонија да Коређа (у значељу „Антонио из Коређа").

## Природне одлике
Град Коређо налази се у јужном делу Падске низије, на 75 км северозападно од Болоње, седишта покрајине. Град се налази у равничарском крају, северно од подножја Апенина. Надморска висина града је приближно 30 m.

## Становништво
Према резултатима пописа становништва 2011. у општини је живело 24.825 становника.
| 1931.  | 1936.  | 1951.  | 1961.  | 1971.  | 1981.  | 1991.  | 2001.  | 2011.  |
| ------ | ------ | ------ | ------ | ------ | ------ | ------ | ------ | ------ |
| 18.938 | 19.046 | 19.374 | 19.583 | 20.102 | 20.018 | 20.113 | 20.604 | 24.825 |

Коређо данас има преко 25.000 становника, махом Италијана. Током протеклих деценија број становника у граду стагнира.

## Галерија
- Стара здања у Коређу
- Градско позориште Азиоли
- Антонио ди Коређо
- Црква светог Квирина